# Självständighetsmonumentet

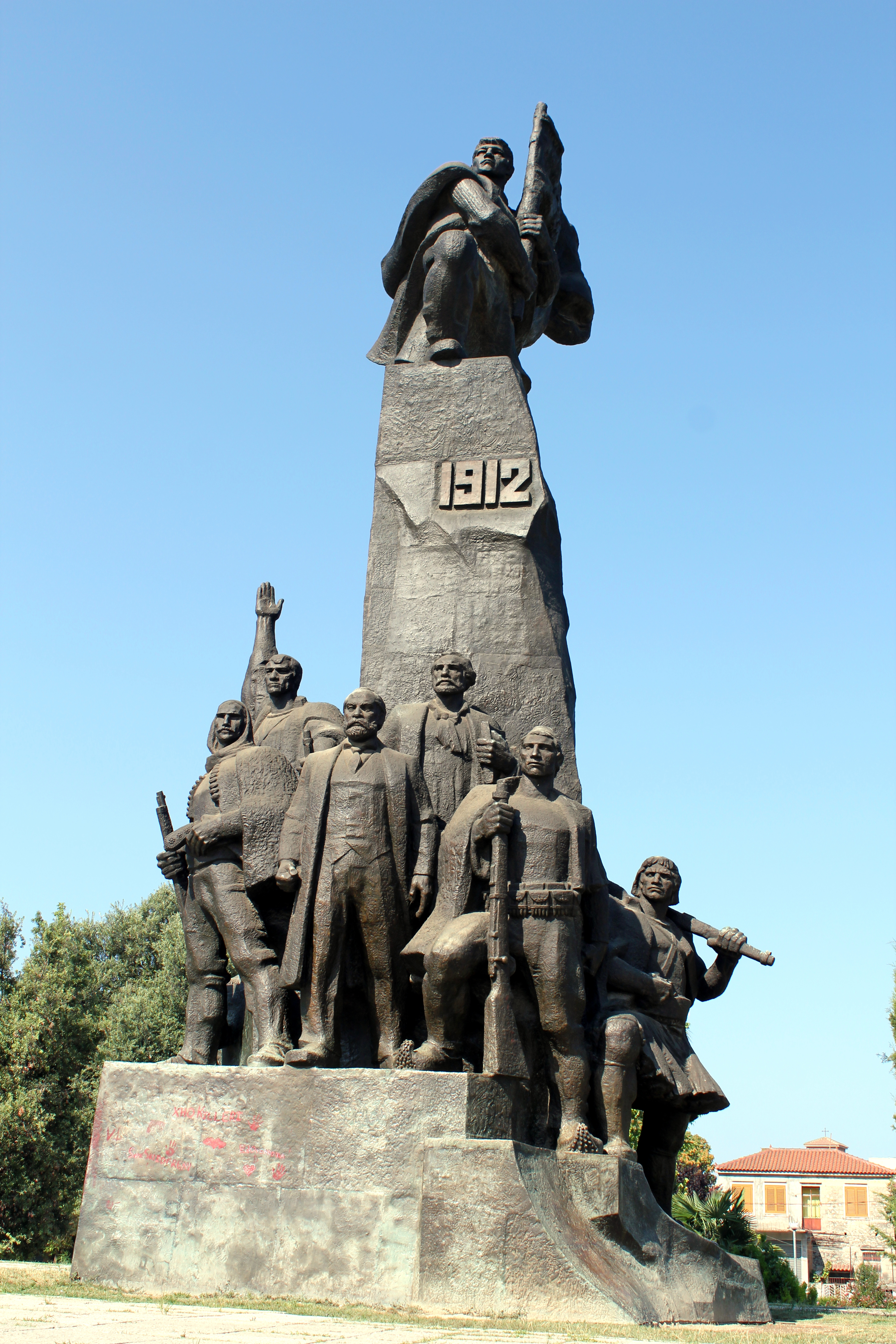
Självständighetsmonumentet i Vlora.

Självständighetsmonumentet (albanska: Monumenti i Pavarësisë) är en skulptur på Flaggtorget i Vlora i Albanien till minne om Vloraproklamationen som förklarade Albanien självständigt från det Osmanska riket den 28 november 1912.
Den 17 meter höga bronsskulpturen i socialistisk stil skapades 1972 av de albanska skulptörerna Muntaz Dhrami, Kristaq Rama och Shaban Hadëri. I centrum av minnesmärket står Albaniens första premiärminister, Ismail Qemali.